# Giulio Negri
Giulio Negri (Ferrare, 10 novembre 1648 - Ferrare, 21 septembre 1720) est un jésuite et biographe italien.

## Biographie
Né à Ferrare en 1648, il entra dans la Compagnie de Jésus, et, chargé de professer les humanités dans un collège de la basse Romagne, il y passa la plus grande partie de sa vie. Il employa ses loisirs à rassembler des notes sur les écrivains florentins des cinq derniers siècles, et mourut à Ferrare le 21 septembre 1720, avant d’avoir mis la dernière main à son travail. Les confrères du P. Negri le publièrent sous ce titre : Istoria degli scrittori fiorentini, Ferrare, 1722, in-fol. ; ce volume contient de courtes notices sur environ deux mille auteurs, avec la liste de leurs productions, tant imprimées que manuscrites. Cette compilation fourmille de fautes de tout genre, dont la négligence des éditeurs a encore augmenté le nombre, au lieu de le diminuer. Tiraboschi et les autres critiques italiens en ont signalé les plus graves. Le savant Apostolo Zeno, dans une lettre à Campo Sampiero (Lettere, t. 3, p. 417), porte le jugement le plus défavorable sur l’ouvrage de Negri ; cependant il est encore recherché des amateurs de l’histoire littéraire, parce qu’il n’y en a pas de meilleur sur le même sujet. On trouvera quelques détails sur la vie et le caractère de Negri dans une Lettre de Baruffaldi, insérée au t. 34 du Giornale de’ letterati d’Italia (p. 276-286).